# Lijst van beschermd erfgoed in de gemeente Grevenmacher
In deze lijst van beschermd erfgoed in de gemeente Grevenmacher zijn alle geclassificeerde nationale monumenten van de Luxemburgse gemeente Grevenmacher opgenomen.

## Monumenten per plaats

### Grevenmacher
| Object                                          | Bouwjaar/architect | Locatie                                     | Datum beschermd?      | Coördinaten | Afbeelding |
| ----------------------------------------------- | ------------------ | ------------------------------------------- | --------------------- | ----------- | ---------- |
| Terrein met de archeologische site «Buerggruef» |                    |                                             | 18 januari 1991 (MN)  |             |            |
| Toren van de oude versterkingen                 |                    |                                             | 18 januari 1985 (MN)  |             |            |
| Gebouw                                          |                    | rue de Luxembourg 7                         | 21 december 2007 (MN) |             |            |
| Gebouw                                          |                    | Grand-Rue 17                                | 21 november 2008 (MN) |             |            |
| Gebouwen                                        |                    | Grand-Rue 34 en 36                          | 21 november 2008 (MN) |             |            |
| Gebouw genaamd «Zéintscheier»                   |                    | hoek van rue de la Poste en rue de l’Eglise | 13 november 2009 (MN) |             |            |

## Bron
- Liste des immeubles et objets classés monuments nationaux ou inscrits à l'inventaire supplémentaire